# Rikija Jasuoka
Rikija Jasuoka (japonsky 安岡力也 anglický přepis: Yasuoka Rikiya; 19. července 1947 Tokio, Japonsko – 8. dubna 2012 tamtéž) byl japonský herec a zpěvák. Byl členem skupiny Sharp Hawks. V červnu 2006 mu byl diagnostikován Guillainův–Barrého syndrom. Zemřel na srdeční selhání.

## Filmografie
- 1964 – Džidóša dorobó (自動車泥棒)
- 1970 – Stray Cat Rock: Sex Hunter
- 1975 – Torakku Jaró: Go-iken mujó (トラック野郎: 御意見無用)
- 1985 – Tampopo (タンポポ)
- 1989 – Black Rain